# Коршунов, Николай Борисович
Никола́й Бори́сович Ко́ршунов (23 апреля 1978, Москва, СССР) — российский рок-музыкант, автор-исполнитель, литератор и журналист, наиболее известный как бас-гитарист рок-групп «Крематорий», «Butterfly Temple» и «Артерия», а также российских аккомпанирующих составов экс-вокалистов группы «Iron Maiden» Paul Di'Anno и Blaze Bayley.

## Биография
Николай Коршунов родился 23 апреля 1978 года в Москве в семье военнослужащего.
В 1993 году окончил музыкальную школу № 2 имени И.О.Дунаевского г. Москвы по классу фортепиано.
В 1995 году окончил среднюю школу № 706 имени К.Готвальда г. Москвы и поступил на философский факультет Московского государственного университета имени М.В.Ломоносова; специализировался на кафедре истории русской философии. Окончил философский факультет МГУ в 2000 году, был рекомендован в очную аспирантуру. В 2003 году в МГУ имени М.В.Ломоносова под научным руководством доктора философских наук, профессора А.Т.Павлова защитил диссертацию на соискание учёной степени кандидата философских наук на тему «Так называемый „меньшевиствующий идеализм“ в аспекте философских дискуссий начала 30-х гг. в СССР» (специальность 09.00.03 — история философии).
С 2000 по 2009 гг. работал журналистом, переводчиком с английского языка, редактором, опубликовал более 240 творческих работ и переводов в журналах «Бумеранг», «Хулиган», «Sync», «Smoke», «Trendy Mag» издательских домов «Молодая Гвардия» и «GameLand». Автор изданных научных и печатных трудов, а также ряда экспертных материалов о профессиональном музыкальном оборудовании  и программах для звукозаписи, опубликованных в журнале «Music Box». C 2013 по 2023 гг. — постоянный автор новостных и обзорных материалов для официального сайта и социальных сетей группы «Крематорий» . 
Художественные тексты, публицистику, тексты песен и стихи Николая Коршунова можно найти на его страницах порталов Проза.ру и Стихи.ру.
В настоящее время Николай Коршунов проживает в гг. Москва и Санкт-Петербург.

## Образование
- Музыкальная школа № 2 имени И.О.Дунаевского г. Москвы, класс фортепиано (1993).
- Средняя общеобразовательная школа № 706 имени К.Готвальда г. Москвы[3] (1995).
- Московский государственный университет имени М.В.Ломоносова, философский факультет (2000), кандидат философских наук (2003).

## Музыкальная и литературная карьера
Первое появление музыканта на столичной рок-сцене связано с группой «Tomcat», в составе которой Николай Коршунов числился бессменным бас-гитаристом с 1998 по 2005 годы. В 2005 году Николай становится участником группы «Артерия» под управлением Сергея Терентьева (экс-«Ария», экс-«Кипелов»), где работает до середины 2008 года, параллельно принимая участие в проекте «Династия Посвящённых» — студийной супергруппе с участием звёзд русского рока, таких как Валерий Кипелов, Артур Беркут, Кирилл Немоляев, Анатолий Алёшин и др., а также в записи альбома «В поисках новой жизни».
Также в период с 2005 по 2008 гг. Николай Коршунов приглашается в составы групп «Butterfly Temple» и «Дом Ветров» и становится их постоянным участником и соавтором нового материала; начинает сотрудничать с российским музыкантом Валерием Гаиной, выступая на концертах с его сольным проектом «Gaina».
В мае 2008 года Николай становится бас-гитаристом легенды русского рока — группы «Крематорий», заменив покинувшего группу Сергея Третьякова, и принимает в течение двух следующих лет участие в двух полномасштабных гастрольных турах группы, посвящённых выходу альбома «Амстердам» и 25-летию «Крематория». Весной 2010 года Николай Коршунов стал первым российским бас-гитаристом, получившим приглашение в концертный состав звезды европейского металла Paul Di’Anno, оригинального вокалиста группы «Iron Maiden», в рамках российско-украинского тура «The beast is back».
Осенью 2010 года Николай работает над созданием и записью дебютного альбома глэм-рокеров «Harley», после чего уходит из группы в связи с отсутствием творческих перспектив, а также принимает участие в записи альбома «Сила и вера» пауэр-метал группы «Харизма» в качестве специального гостя.
В феврале 2011 года музыкант возобновляет сотрудничество с группой «Омела», начатое в 2009 году во время работы над дебютным альбомом группы «Viscum album», и принимает участие в записи второго полноформатного диска группы «Aura». Чуть позже, весной 2011 года, Николай принимает участие в создании и записи второго альбома группы «Дом Ветров» «Китобой», после чего уходит из группы.
В декабре 2011 года Николай покидает группу «Омела» в связи с занятостью в группе «Крематорий» и принимает участие в записи сольного альбома гитариста Андрея Смирнова «Adrenaline».
В феврале 2012 года Николай Коршунов становится первым российским бас-гитаристом, получившим приглашение в концертный состав звезды европейского металла Blaze Bayley, наиболее известного в качестве вокалиста группы «Iron Maiden» с 1994 по 1999 годы, и принимает участие в первом в истории совместном российском туре Blaze Bayley и Paul Di’Anno.
В период с ноября 2012 года по март 2013 года Николай Коршунов работает над созданием аранжировок и записью партий бас-гитары и акустической гитары для альбома группы «Крематорий» «Чемодан президента», вышедшего на российском лейбле звукозаписи «Фирма грамзаписи „Никитин“» в апреле 2013 года.
В сентябре 2013 года, после завершения работ над записью и продюсированием сингла «Неизбежность», Николай Коршунов покидает группу «Butterfly Temple» и приступает к работе над записью собственного материала. Сольный альбом музыканта, получивший название «Северная осень», выходит на цифровом лейбле звукозаписи и агрегаторе CDBaby.com 1 сентября 2014 года и представляет собой сборник лучших песен Николая Коршунова, написанных им в период с 1998 по 2013 годы. 1 июня 2015 года диск издаётся на CD подразделением ВФГ «Мелодия» Ray Records.
Осенью 2015 года Николай Коршунов совместно с группой «Крематорий» работает над созданием аранжировок для альбома, впоследствии получившего название «Люди-невидимки». Во время записи диска, состоявшейся зимой 2016 года на московской студии звукозаписи «KIV Records», Николай исполняет партии электрической и акустической бас-гитары, акустической гитары, 12-струнной гитары, клавишных, фонового вокала, а также выступает в качестве исполнительного продюсера работы. Параллельно в это же время и на этой же студии Николай работает над записью сольного трёхпесенного EP «Похожа», изданного весной 2016 года на цифровом лейбле звукозаписи и агрегаторе CDBaby.com в формате интернет-сингла.
Осенью 2016 года Николай Коршунов начинает сотрудничество с трибьют-проектом «METALLICA Show S&M Tribute», исполняющим кавер-версии композиций группы «Metallica» в сопровождении симфонического оркестра, и успешно принимает участие в ряде выступлений коллектива, в том числе в аншлаговом концерте на крупнейшей концертной площадке Москвы — концертном зале Crocus City Hall. В апреле 2018 года музыкант покидает состав и присоединяется к проекту «Morrison Orchestra» с участием Ронни Ромеро — действующего вокалиста легендарной группы Ричи Блэкмора «Rainbow».
В начале 2021 года Николай Коршунов совместно со скрипачом группы «Крематорий» Максимом Гусельщиковым инициирует проект «Скрипичные сказки на краю Земли», с которым даёт ряд концертов в различных городах России и записывает дебютный альбом «Концерт в студии СПб», выдержанный в формате «live in studio». Также Николай совместно с группой «Крематорий» работает на студии звукозаписи «Крем Records» над записью альбома «Охотник», впервые использовав в ряде композиций безладовую бас-гитару («Аллен Вуди», «Снега Арарата»). Осенью этого же года музыкант покидает состав проекта «Morrison Orchestra».
В июле 2022 года Николай Коршунов объявляет о завершении проекта «Скрипичные сказки на краю Земли» в связи с фактической эмиграцией одного из его участников, Максима Гусельщикова, в США.
В течение 2023 года на московской студии звукозаписи «KIV Records» музыкант работает над созданием двух релизов - концертного мини-альбома «Горькая акустика», материал для которого был записан на акустическом концерте в студии озвучания Киностудии детских и юношеских фильмов им. Горького 19 февраля 2023 года, и полноформатной работы «У меня есть Питер», в которую вошли песни, написанные Николаем в период с 2019 по 2022 годы. 4 ноября 2023 года последние на данный момент сольные работы Николая Коршунова были опубликованы на глобальных цифровых площадках. Также в 2023 году музыкант принимает участие в работе над созданием двух новых дисков группы «Крематорий» «The Big One» и «Сладкий Элвис» и сборника лучших композиций коллектива «КТ40» в качестве бас-гитариста.
В феврале 2024 года альбом Николая Коршунова «У меня есть Питер» вошёл в лонг-лист номинантов премии НАШЕго Радио «Чартова Дюжина» в категории «лучший альбом».
9 сентября 2024 года в московском издательстве «Бомбора» вышла в свет первая книга Николая Коршунова «Таинственный Петербург. Ожившие легенды и непостижимые тайны города на Неве», посвящённая легендам и городской мифологии санкт-петербургских достопримечательностей. Официальная презентация издания состоялась 23 сентября 2024 года в санкт-петербургском Доме книги.
В разное время Николай сотрудничал с группами «Black Raven», «Fatties», «Liza Jeans», «Moscow Rock City», «Slavic Selin» (сольный проект гитариста Вячеслава Селина), «Крекер», «Люди Х», «Пивн’Oi Дозор», «4етыре 4етверти», «Форсаж», «Casual»; выступал в составе многочисленных кавер-групп.
Николай Коршунов — автор-исполнитель, написавший и записавший несколько циклов песен на собственную музыку и стихи. Лауреат VII (1996, Москва) и IX (1998, Москва) конкурсов авторской песни МГУ им. М. В. Ломоносова; лауреат I Международного фестиваля «Шансон — Калининград» (2005, Светлогорск); лауреат Фестиваля хорошей песни (2005, Калининград).

## Отзывы в прессе
В разделе сохранены стилистика, орфография и пунктуация источников.
«Аккомпанирующий состав из русских музыкантов (справедливости ради отметим: отличных музыкантов!) также добавляет проекту своеобразия (…). Весь вечер на арене за два состава отдувались трудяги из заслуженных московских команд: гитаристы Андрей Смирнов (ЗЕМЛЯНЕ, EVERLOST, экс-МАСТЕР) и Илья Мамонтов (ЭПИДЕМИЯ), басист Николай Коршунов (КРЕМАТОРИЙ, экс-АРТЕРИЯ) и барабанщик Андрей Ищенко (ASHEN LIGHT, ex-CATHARSIS) (…).
Пол Ди’Анно: Группа прекрасна. Мы сыграли три песни на репетиции сегодня утром, и — что я могу сказать? — они фантастические! Тем более что мы знаем друг друга уже несколько лет, и они играют с каждым годом всё лучше. Да, они правда хороши, и я очень, очень счастлив».
«Пол ДиАнно и Блэйз Бейли выступали раздельно, но в сопровождении одной и той же команды, состоявшей из представителей московских коллективов: Мастера, Крематория, Эпидемии и Ashen Light. Скажу сразу, группа сопровождения очень порадовала. Превосходные исполнители, отличная сыгранность, будто всю жизнь выступают вместе».
«Оба сета с легендарными вокалистами отыграла команда русских музыкантов, куда входили Илья Мамонтов и Андрей Смирнов на гитарах, Николай Коршунов на басу и Андрей Ищенко на барабанах. Со своей задачей они справились на ура… все звучало очень прилично и с отличной, мощной и энергичной подачей. Молодцы, ребята!»
«На сцену вышли… басист Крематория, гитаристы Мастера и первый вокалист Iron Maiden Под Ди Анно собственной персоной… нельзя не упомянуть ещё один героев вечера — русских музыкантов, которые по настоящему зажгли. Они блестяще играли и очень круто смотрелись. И я уверен, что если бы не они — то таких впечатлений от концерта мы бы не получили».
«Они превосходные профессиональные музыканты, и не зря именно этот состав в прошлом году играл с неразлучной парочкой как минимум в Чехии, а за день до нынешнего питерского концерта — в Хельсинки».
«Сразу же хочется отметить, что музыканты очень высокого уровня и неоднократно вместе с Диано и Бэйли».
«На ноябрь 2013 года был запланирован большой тур, состоящий из девяти концертов по городам Финляндии, России и Украины. Блэйза Бэйли и Пола ДиАнно в их музыкальных приключениях сопровождали известные российские музыканты — собралась настоящая супер-группа! Это гитаристы Илья Мамонтов („Эпидемия“) и Владимир Лицов („Легион“), бас-гитарист Николай Коршунов („Крематорий“, экс-„Butterfly Temple“) и ударник Андрей Ищенко („Stigmatic Chorus“, экс-„Catharsis“ и т. д.) (…). Совсем другим героям прошедшего концерта: Коршунову, Ищенко, Мамонтову, Лицову — благодарность всем и отдельно каждому. Каждый из них имеет богатую на события музыкальную биографию и множество концертов за плечами. Тот случай, когда профессионализм чувствуется в каждой сыгранной ноте, если так можно выразиться. Зажгли все, это бесспорно. Слаженная работа, энергичное выступление — они как будто всегда играли эти песни в таком составе. А подобные впечатления говорят о многом. Так что в тот вечер на сцене собрались настоящие мастера своего дела».
«Представьте: вы — в новом для себя городе, а добрый друг вызвался вам его показать. По ходу он рассказывает немного были, немного легенд, немного историй из личной жизни и сдабривает рассказ шутками и цитатами Ерофеева. Именно на такую дружескую прогулку по Питеру приглашает Николай Коршунов».
«Прекрасные фото, интересные легенды и великолепный слог, помноженный на чувство юмора автора».

## Эндорсмент и участие в выставках
В мае 2010 года Николай Коршунов становится официальным российским эндорсером звукоусилительного оборудования марки «Markbass» и участвует в работе XVI Международной выставки «Музыка Москва 2010», представляя компанию «MixArt»; впоследствии принимает участие в работе выставки ежегодно. Также музыкант представлял продукцию компании «Markbass» на выставке «NAMM Musikmesse Russia», впервые проводившейся в России с 16 по 19 мая 2012 года.

## Инструменты и оборудование
Николай Коршунов предпочитает басовое усиление «Markbass» и бас-гитары фирмы «Warwick». В студийной и концертной деятельности музыкант также широко использует бас-гитары «Rickenbacker 4003» и «Fender Aerodyne Jazz Bass», акустические бас-гитары «Godin», укулеле-бас «Kala U-Bass» и электроконтрабас «Dean Pace B».

## Научные труды и библиография
- Коршунов Н.Б. Подавление инакомыслия и философская полемика в СССР в начале 30-х гг. // Философские науки. — 2000. —№ 4.
- Коршунов Н.Б. «Диалектики»: начало конца. Философия и принцип партийности или как ученики исправляли учителей. // Русская философия: многообразие в единстве. Материалы VII Российского симпозиума историков русской философии. — М.: ЭкоПресс — 2000, 2001.
- Коршунов Н.Б. Так называемый «меньшевиствующий идеализм» в исследованиях историков русской философии (1951—2001). // Философские науки. — 2002. — № 6.
- Коршунов Н.Б. Так называемый «меньшевиствующий идеализм» в аспекте философских дискуссий начала 30-х годов в СССР. Диссертация на соискание учёной степени кандидата философских наук : 09.00.03. — Москва, 2003. — 248 с.
- Коршунов Н.Б. Таинственный Петербург. Ожившие легенды и непостижимые тайны города на Неве. — М.: Бомбора — 2024.

## Дискография
Сольно
- «На краю земли» (2000, CDR)
- «Сердце хулигана» (2004, СD, лимитированный тираж)
- «Recommended Records Special Radio media project, pt.16» (2005, CD, сборник)
- «Сборник независимых исполнителей „Охота!“ № 13» (2005, СD, сборник)
- «Recommended Records Special Radio media project, pt.17» (2005, CD, сборник)
- «I Международный фестиваль „Шансон — Калининград“» (2005, DVD, сборник)
- «Фестиваль хорошей песни» (2005, DVD, сборник)
- «Я тебя поздравляю с весной» (2010, CD, лимитированный тираж)
- «Северная осень (The Best 1998—2013)» (2014, CD)
- «Похожа» (2016, интернет-сингл)
- «Горькая акустика» (2023, цифровое издание, мини-альбом)
- «У меня есть Питер» (2023, CD, цифровое издание)

С группой «Артерия»
- «В поисках новой жизни» (2006, CD)
- «5 баллов» (2011, 2 DVD)

С Игорем Берегом
- «Знак воды» (2002, CD)

С группой «Black Raven»
- «A tribute to АРИЯ» (2001, CD, сборник)

С группой «Butterfly Temple»
- «За солнцем вслед» (2006, CD)
- «Эффект бабочки» (2009, CD, сборник)
- «Земля» (2010, CD)
- «Солнцестояние» (2011, CD)
- «Смерть дана одна на всех» (2011, интернет-сингл)
- «Степная кобылица» (2012, интернет-сингл)
- «Степная кобылица» / «Смерть дана одна на всех» (2012, CD, EP, лимитированный тираж)
- «Дыхание» (2012, CD) — лучший российский метал-альбом 2012 года (3 место) по версии портала «ДрагМеталлы»
- «Неизбежность» (2013, интернет-сингл)

С проектом «Династия посвящённых»
- «Династия посвящённых» (2007, CD)
- «Украдено из студии» (2009, CD, сборник)
- «Дети Савонаролы» (2009, CD)

С группой «Дом Ветров»
- «От земли» (2008, CD)
- «Украдено из студии» (2009, CD, сборник)
- «Китобой» (2011, CD)

С группой «Крематорий»
- «XXV» (2011, 2 DVD)
- «Чемодан президента» (2013, CD, LP)
- «Люди-невидимки» (2016, CD, LP)
- «Antiquus» (2018, CD, сборник)
- «Hits Hotel» (2018, CD, сборник)
- «Гагарин Лайт» (2019, интернет-сингл)
- «Охотник» (2021, CD, LP)
- «Симфоконцерт» (2022, CD)
- «The Big One» (2023, CD, LP)
- «Сладкий Элвис» (2023, CD)
- «КТ-40» (2023, CD, сборник)
- «Увезу тебя я в тундру» (2024, интернет-сингл)
- «Весна» (2024, интернет-сингл)
- «Воры 2.0» (2024, интернет-сингл)

С группой «Луноход'ы»
- «Разгоняются» (2017, CD, принимал участие в записи)

С Александром Лучковым
- «Робот выпил водки» (2024, интернет-сингл)

С группой «Люди Х»
- «Герои русской зимы» (2001, MC)
- «Самый плохой альбом» (2004, CDR, промо EP)

С группой «Омела»
- «Viscum album» (2009, CD)
- «Aura» (2011, CD)
- «Лицом к Солнцу (Лучшее 2009—2015)» (2022, интернет-релиз, сборник)

С Сергеем Поповым
- «В далёком городке» (2001, CDR)

С проектом «Скрипичные сказки на краю Земли»
- «Концерт в студии СПб» (2021, интернет-релиз)

С проектом «Slavic Selin»
- «Музторг. Лучшие песни» (2005, CD, сборник)
- «Senses» (2008, CD)

С Андреем Смирновым
- «Adrenaline» (2012, CD)

С группой «Tomcat»
- «Столичный дебош» (1998, MC)
- «Ковбоец и индей» (1999, MC)
- «Фэн песни ЦСКА» (2000, MC, CD)
- «A tribute to KISS» (2002, CDR)
- «Один» (2004, MC)
- «Фэн песни ЦСКА II» (2004, MC, CD)
- «Фэн песни ЦСКA» (2010, CD, сборник)
- «Лучшее из Tomcat за 20 лет» (2012, CD, сборник)
- «Рыба» (2017, CD, EP)
- «XXX» (2023, CD, принимал участие в записи)

С группой «Форсаж»
- «Украдено из студии» (2009, CD, сборник)

С группой «Харизма»
- «Сила и вера» (2011, CD)